# Генрих Уппсальский
Святой Генрих Уппсальский (фин. Pyhä Henrik Uppsalalainen, швед. Sankt Henrik av Uppsala) — епископ уппсальский, мученик, один из деятелей христианизации Финляндии. Причислен Католической церковью к лику святых.

## Житие

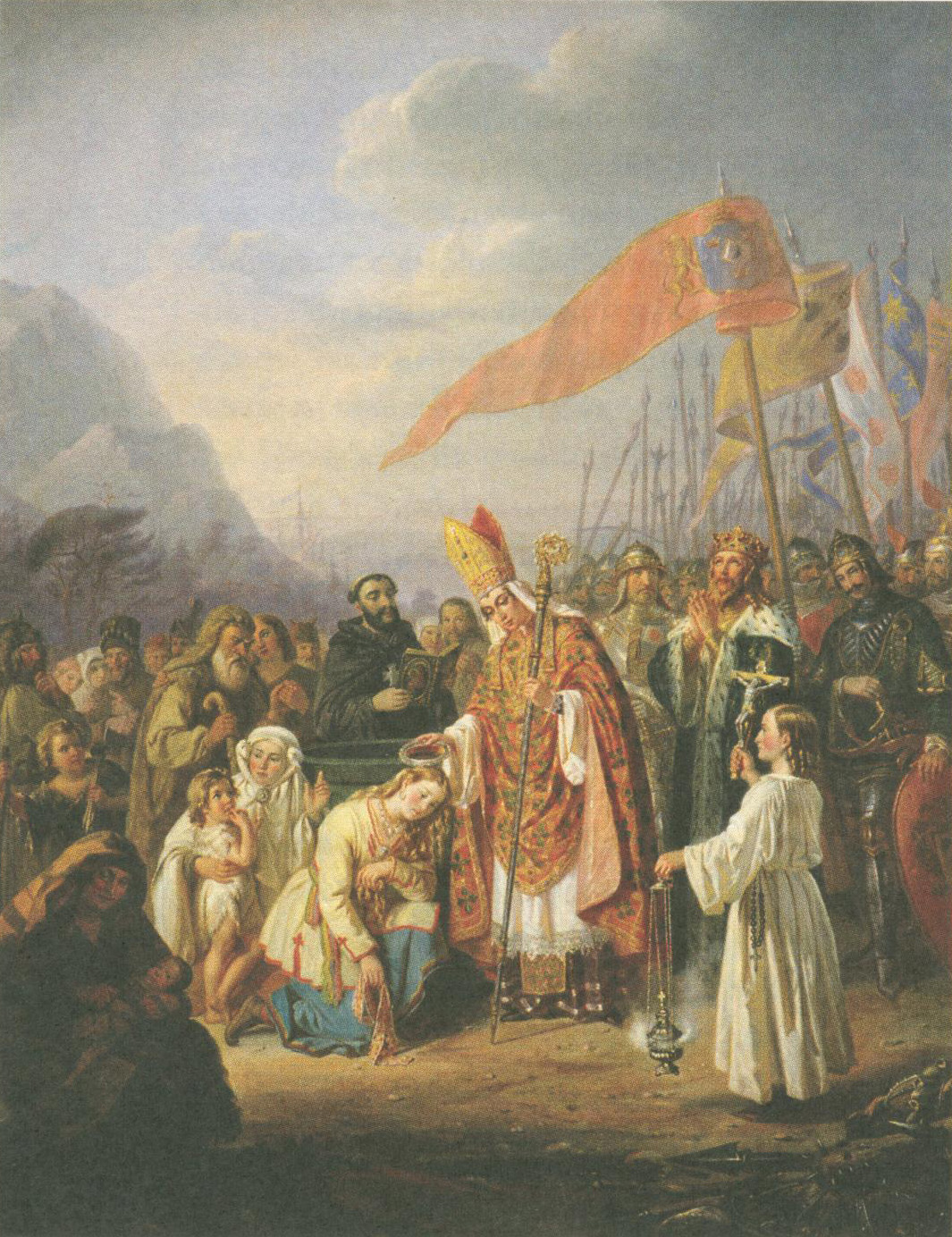
Роберт Экман. Святой Генрих, крестящий финнов

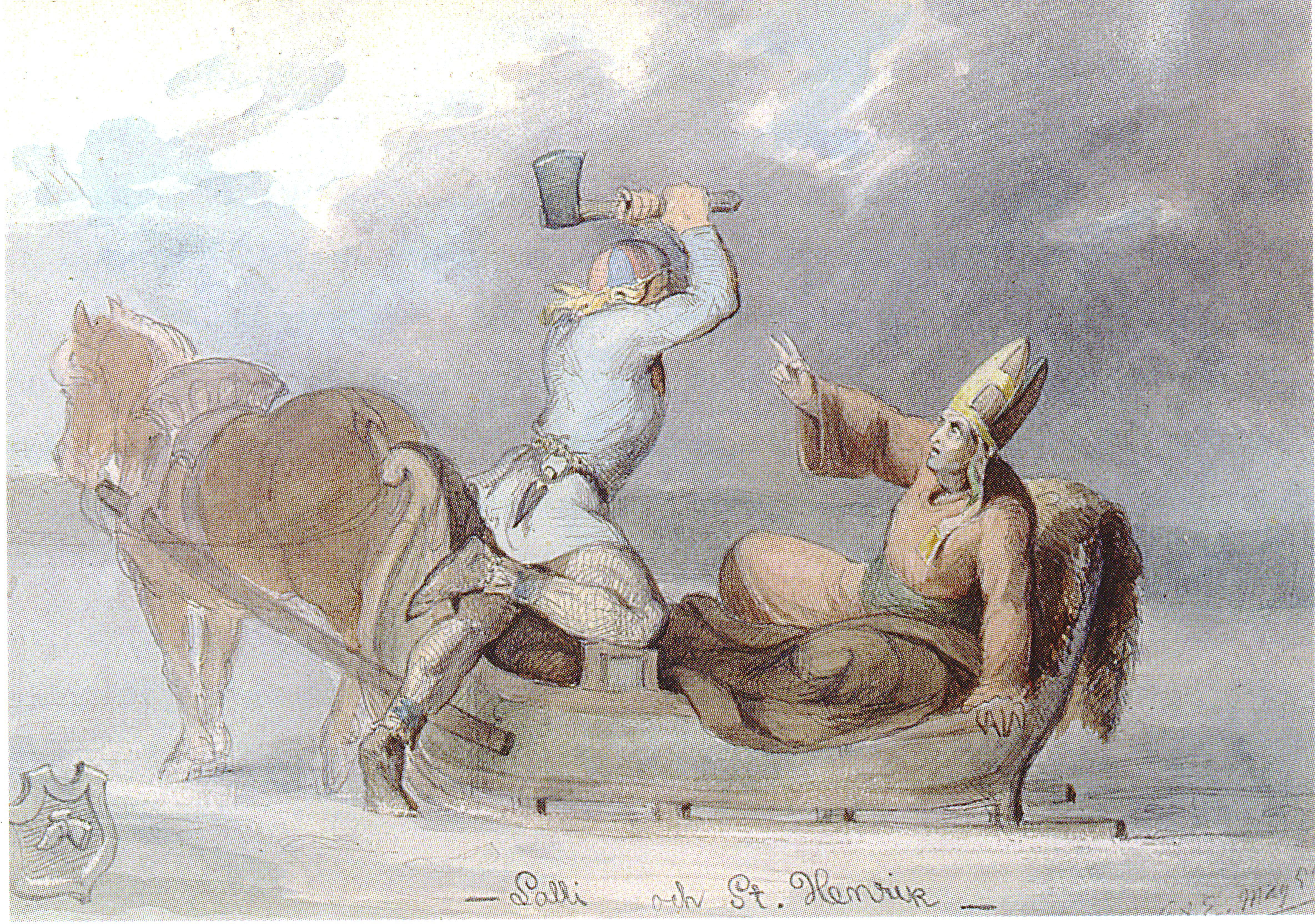
Убийство Генриха

Исторически достоверная информация о жизни Генриха не сохранилась, его жизнь описана лишь в более поздних средневековых житиях (наиболее поздние из них относятся к концу XIII века). Согласно им, он был родом из Англии, прибыл в Швецию вместе с будущим папой Адрианом IV. В Швеции он был возведён в сан епископа и получил уппсальскую кафедру. В 50-годы XII века он принял участие в шведском крестовом походе, организованном с целью христианизации Финляндии шведским королём Эриком IX.
Согласно тем же источникам после отбытия короля и шведской армии Генрих Уппсальский остался в Финляндии, строя церкви, а также крестя и уча народ. Около 1156 года (традиционная дата 20 января 1156 года) он был убит язычником Лалли на льду озера Кёюлиёнярви.
Культ Генриха Уппсальского быстро распространился в Швеции. В конце XIII века он уже упоминается в церковных документах как святой. В XIV—XV веках почитание Генриха было уже повсеместно распространено во многих странах Северной Европы.
Католическая церковь празднует память святого Генриха Упсальского 19 января. Святой Генрих — наиболее почитаемый святой Католической церкви Финляндии, считается покровителем страны. Также память Генриха отмечается 19 января в некоторых протестантских церквях.